# Oxyopes kochi
Oxyopes kochi är en spindelart som beskrevs av Tamerlan Thorell 1897. Oxyopes kochi ingår i släktet Oxyopes och familjen lospindlar.
Artens utbredningsområde är Myanmar. Inga underarter finns listade i Catalogue of Life.